# 朱文權
朱文權（越南语：／；1887年—？年），越南阮朝官員。

## 生平
朱文權是承天府香茶縣永治總安來社（今屬承天順化省香茶市社香豐社安來村）人，同慶二年（1887年）出生。維新九年（1915年），參加承天場鄉試，考中舉人。啟定四年（1919年），會試中格，庭試考中副榜。後任戶部承派。